# 重庆市城市形象标识
重庆市城市形象标志是中国重庆市的城市形象标识，于2006年启用。该标识被命名为“人人重庆”。

## 设计
- “人人重庆”由香港靳与刘设计顾问公司设计完成。该公司艺术总监靳埭强介绍说：重庆市“人人重庆”的标志以“双重喜庆”为创作主题，两个欢乐喜悦的人，组成一个“庆”字，道出重庆市名称的历史由来。标志以“人”为主要视觉元素，展现重庆“以人为本”的精神理念，传递出重庆人“广”“大”的开放胸怀，和“双人成庆”，祝愿美好吉祥的寓意，又如两人携手并进、迎向未来，蕴含政府与人民心手相连、共谋重庆发展的内涵。其红色代表刚强，黄色代表这个城市的时尚。同时，形象标志辅助图案以巴渝文化的历史渊源和精神内涵为设计元素，展示了重庆人勇于奉献的爱国精神、百折不挠的英雄气概，兼容开放的宽广胸怀。[1]同时，邓小平的行书“重庆”为该标志的中文标准字体，并确定了英文标准字体。